# Isaac Veillon
Pour les articles homonymes, voir Veillon.
Isaac Veillon, né en mai 1733 à Bex et mort le 9 juin 1817 à Roche (Vaud), est un homme politique suisse de la Révolution française.

## Biographie
Installé à Nice vers 1782 comme négociant (commerce de grains et banque), protestant, il est partisan de la Révolution française.
Après la prise de Nice par le général d’Anselme, en 1792, il est nommé membre de la commission municipale provisoire, puis est élu député des Alpes-Maritimes à la Convention. C’est en tant que tel qu’il demande, avec Jean Dominique Blanqui, la « réunion » du comté de Nice à la France. Après la restitution de Nice au Piémont-Sardaigne, il se retire ensuite en Suisse.